# Self Entitled
| Críticas profissionais | Críticas profissionais |
| Avaliações da crítica  | Avaliações da crítica  |
| Fonte                  | Avaliação              |
| ---------------------- | ---------------------- |
| allmusic               | [ 1 ]                  |
| Alternative Press      | [ 3 ]                  |

Self Entitled é o décimo segundo álbum de estúdio da banda norte-americana NOFX, lançado em 11 de setembro de 2012 pela gravadora Fat Wreck Chords.

## Faixas
Todas as faixas por Fat Mike, exceto onde anotado.
1. "72 Hookers" — 3:36
2. "I Believe in Goddess" — 1:34
3. "Ronnie & Mags" — 2:09
4. "She Didn't Lose Her Baby" — 2:56
5. "Secret Society" — 2:53
6. "I, Fatty" — 1:36
7. "Cell Out" (Eric Melvin,Fat Mike) — 2:02
8. "Down with the Ship" — 2:23
9. "My Sycophant Others" — 2:46
10. "This Machine Is 4" — 2:07
11. "I've Got One Jealous Again, Again" — 3:02
12. "Xmas Has Been X'ed" — 2:43

## Desempenho nas paradas musicais
| Parada musical (2012)                           | Posição |
| ----------------------------------------------- | ------- |
| Estados Unidos - Independent Albums             | 10      |
| Estados Unidos - Modern Rock/Alternative Albums | 11      |
| Estados Unidos - Rock Albums                    | 17      |
| Estados Unidos - Canadian Albums                | 25      |
| Estados Unidos - Billboard 200                  | 42      |